# Lauren Holtkamp-Sterling

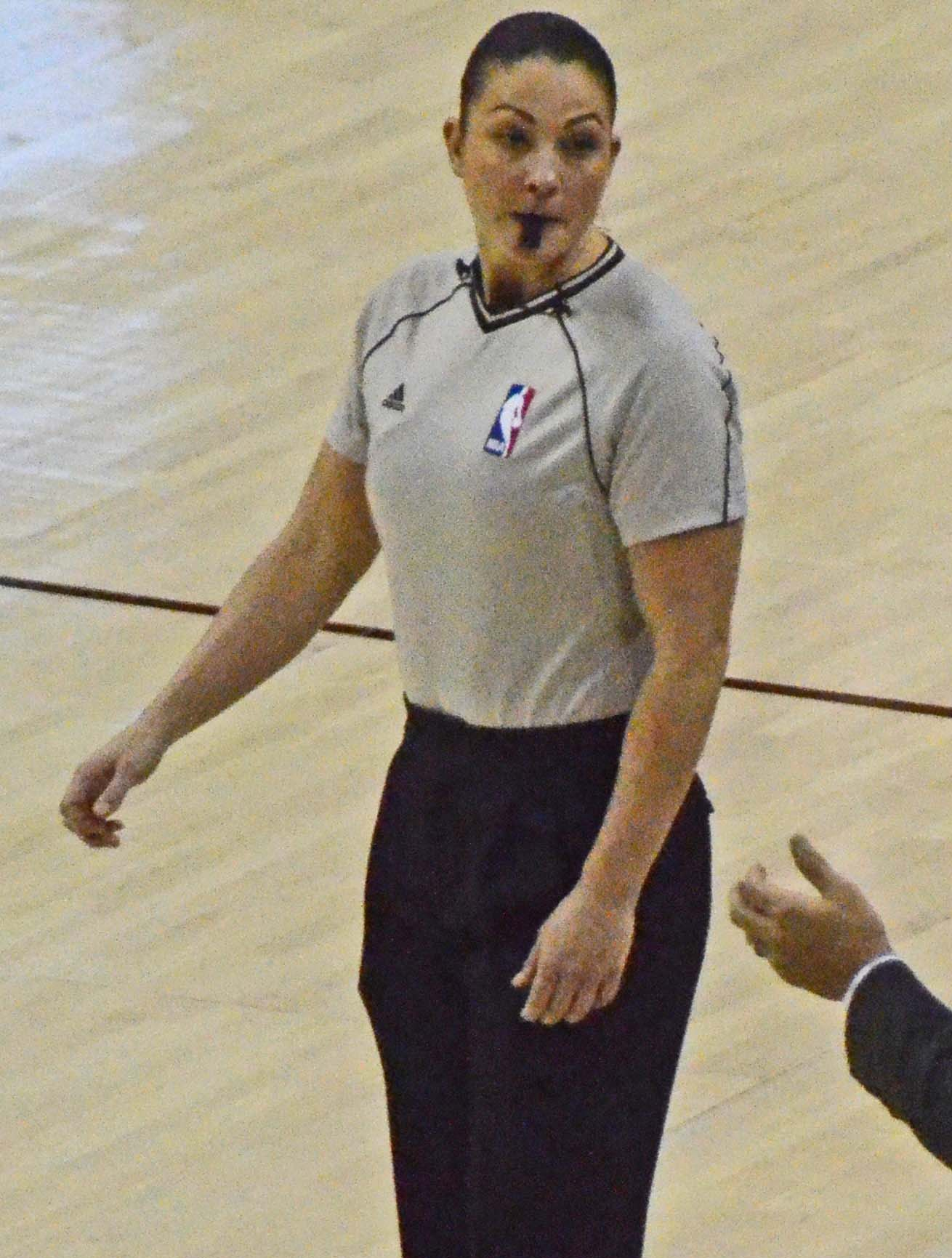
Lauren Holtkamp-Sterling im Dezember 2014

Lauren Holtkamp-Sterling (* 24. November 1980 in Jefferson City, Missouri als Lauren Holtkamp) ist eine US-amerikanische Schiedsrichterin im Basketball, die seit dem Jahr 2012 in der NBA tätig ist. Sie trägt die Uniform mit der Nummer 7.

## Karriere

### College-Basketball
Vor dem Einstieg in die NBA arbeitete sie als College-Basketballschiedsrichterin u. a. in der Atlantic Coast Conference, Big Ten Conference, Big 12 Conference, Big East Conference und Colonial Athletic Association.

### National Basketball Association
Holtkamp-Sterling begann im Jahr 2012 ihre NBA-Schiedsrichterlaufbahn beim Spiel der Cleveland Cavaliers gegen die Chicago Bulls.
Zuvor war sie sechs Jahre als Schiedsrichterin in der NBA G-League und vier Jahre in der Women’s National Basketball Association tätig.

## Privates
Sie ist mit dem NBA-Schiedsrichter Jonathan Sterling verheiratet.